# Colletes uralensis
Colletes uralensis är en biart som beskrevs av Noskiewicz 1936. Colletes uralensis ingår i släktet sidenbin, och familjen korttungebin. Inga underarter finns listade i Catalogue of Life.